# Manolo Caracol
Manuel Ortega Juárez (Sevilla, 7 de julio de 1909-Madrid, 24 de febrero de 1973), comúnmente conocido por su nombre artístico de Manolo Caracol fue un cantaor gitano de flamenco español. De gran popularidad durante la primera mitad del siglo XX, está considerado uno de los más importantes exponentes en la historia de este arte.
Aunque era un cantaor bastante largo, entre sus palos más populares se encuentran el fandango y la zambra. Innovó el flamenco acompañando sus cantes en algunas ocasiones de piano o de orquesta.

## Biografía
Manolo Caracol provenía de una larga estirpe gitana dedicada al mundo del flamenco y del toreo, era tataranieto de El Planeta, uno de los primeros cantaores de flamenco de los que se tiene noticia. Otros artistas miembros de su familia fueron El Fillo, Enrique Ortega El Gordo, El Mellizo y Curro Dulce. Era sobrino nieto del torero Paquiro. Su padre fue Manuel Ortega Fernández, conocido por Caracol el del Bulto, que trabajó algún tiempo como mozo de espadas de su primo Joselito el Gallo y que también cantaba contratado en fiestas privadas. También era tío del cantante Manzanita. Casado con Luisa Gómez Junquera, su hija mayor será la cantaora Luisa Ortega.
Manolo Caracol nació en el Corral de los Frailes en el barrio de la Alameda de Hércules, en Sevilla. Empezó a cantar muy joven por las tabernas de la Alameda y con 12 años, obtuvo en 1922 el primer premio, compartido con Diego Bermúdez ‘El Tenazas’, del Concurso de Cante Jondo de Granada, organizado entre otros por Manuel de Falla y Federico García Lorca y de cuyo jurado formó parte la genial cantaora Pastora Pavón "Niña de los Peines". Tras su éxito en el Concurso, inició su participación en espectáculos. Lo hizo por primera vez en el teatro Reina Victoria de Sevilla y en Madrid debutó el 3 de agosto de 1922 en el transcurso de un festival flamenco desarrollado en la terraza de verano del teatro del Centro, hoy llamado Calderón. Se anunciaba como 'el niño Caracol, ganador del concurso de cante jondo de Granada'. En 1930 contrajo matrimonio con la jerezana Luisa Gómez Junquera,  madre de sus hijos a la que nunca abandonó (a pesar de mantener una relación poliamorosa con Lola Flores) . En este mismo año grabó su primer disco y en 1935 se estableció en Madrid.
En 1943, inició su colaboración artística con Lola Flores, debutando ambos con el espectáculo Zambra que se mantendría varios años y que les dio gran fama a ambos. El éxito obtenido por estos espectáculos, les llevó a rodar dos películas en las que ambos compartían cartel, Embrujo en 1947 y La niña de venta, en 1951.  En ese mismo 1951, se produjo la separación artística y sentimental de la pareja, que comenzaría a trabajar por separado.
Tras su separación de Lola Flores realizó una gira por América junto a la bailaora Pilar López. A su vuelta a España, estrenó el espectáculo "La copla nueva", en el que presentó como cantaora a su hija Luisa Ortega. En 1958, publicó su antología "Una historia del cante" y marchó a América donde permaneció tres años trabajando. A su vuelta, en 1963 inauguró el tablao Los Canasteros, al que dedicaría el resto de su vida y por el que pasaron los artistas más destacados de la época. Durante ese periodo simultaneó la dirección de la sala con actuaciones junto a algunos de sus hijos, especialmente Enrique y Luisa, en teatros y festivales. 
Caracol era muy asiduo a La Venta de Vargas, ubicada en la localidad de San Fernando e íntimo amigo de su propietario Juan Vargas. En 1972, con motivo del fallecimiento de Catalina, la madre de Vargas, Caracol acudió desde Madrid al entierro. Durante la noche del velatorio, Caracol se arrancó por seguiriyas desde el balcón, en un cante que ha quedado en el recuerdo, en consuelo a su amigo.
En 1972, publicó su último disco y murió el 24 de febrero de 1973, en accidente de tráfico en Madrid, cuando se dirigía a su tablao Los Canasteros. Esa madrugada, el artista, que tenía 63 años, se dirigía con su chófer a su tablao, Los Canasteros, en la calle Barbieri de Madrid, cuando en una curva de la carretera de La Coruña, a la altura del Puente de los Franceses, el automóvil derrapó por el fuerte viento, estrellándose contra un poste. Nada se pudo hacer por la vida de Caracol, que falleció en el acto.

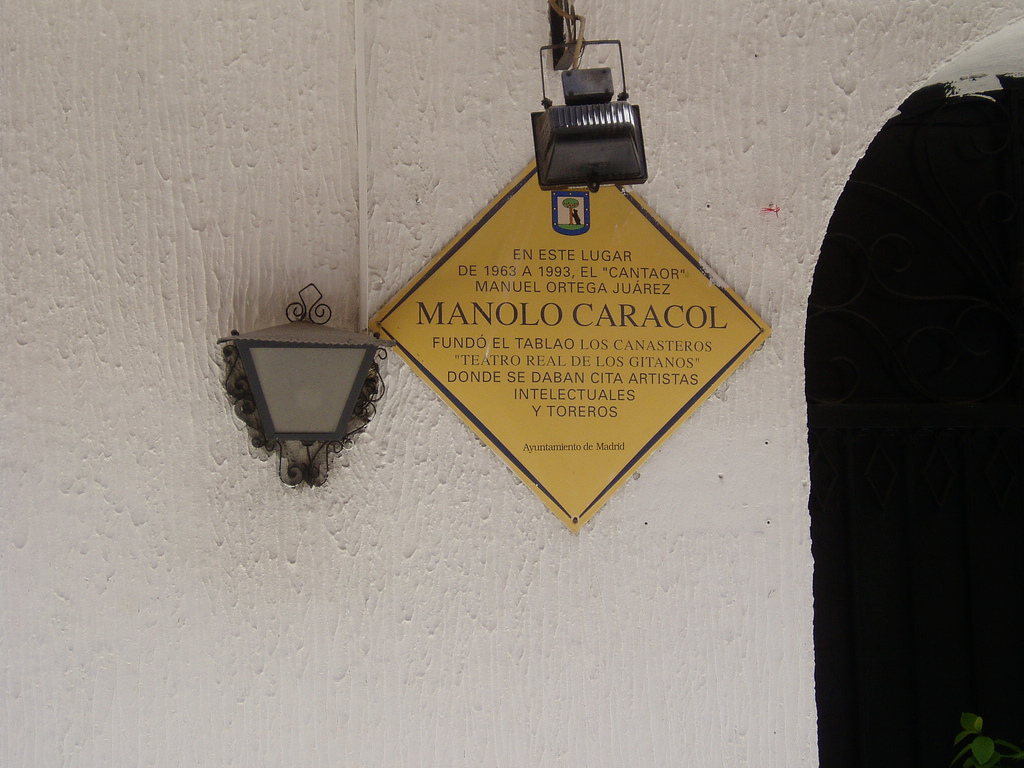
Placa en recuerdo del tablao Los Canasteros.

## Estilo
Su concepción del flamenco se sintetiza en sus palabras: “Yo, cuando canto, no me acuerdo ni de Jerez, ni de Cádiz, ni de Triana, ni me acuerdo de nadie. Intento hacer los cantes a media voz, que es como duelen. Esa es la hondura. Porque el cante no es gritos  ni  pa’  sordos.  El  cante  hay  que  hacerlo  caricia honda, el pellizco chico... El que se pone a dar voces, ése no sirve”.

### Discografía
Del mismo modo que sucede con la mayor parte de los cantaores flamencos del pasado, la discografía de Manolo Caracol está completamente desordenada. Sus grabaciones se publican repetidamente, pero en diferentes recopilaciones, muchas veces muy descuidadas, "remasterizadas" por diferentes compañías fonográficas.
Una historia del cante flamenco, grabada originalmente por Hispavox en 1958, con el guitarrista Melchor de Marchena, continúa siendo quizá el trabajo más trascendental de todas sus publicaciones. Esta grabación (con exclusión de sus zambras) ha sido reeditada, junto con otras, en la recopilación El genio: Manolo Caracol en la Colección El Quejío, publicada por Hispavox y reunificada por José Manuel Gamboa.